# Czelesta
Czelesta (wł. celesta = rajski; skrót: Cel.) – klawiszowy instrument muzyczny z grupy instrumentów perkusyjnych wynaleziony pod koniec XIX w., przypominający kształtem fisharmonię. Dźwięk powstaje w nim w wyniku uderzania uruchamianych przy pomocy klawiszy młoteczków w metalowe płytki połączone z rezonatorem skrzynkowym, które wydają dźwięk zbliżony do dzwonków. Instrument ma zazwyczaj 49-65 klawiszy oraz skalę obejmującą trzy, cztery lub pięć oktaw.
Czelesty, z racji jej brzmienia, użył Piotr Czajkowski w tańcu wieszczki cukrowej w balecie Dziadek do orzechów. Innymi znanymi utworami, w których pojawia się czelesta, są Planety Holsta (część Neptun), Koncert wiolonczelowy Szostakowicza oraz Muzyka na instrumenty strunowe, perkusję i czelestę Bartóka. Po czelestę sięga też przemysł filmowy (m.in. muzyka Johna Williamsa do filmu Harry Potter). Wykorzystywana jest także przez awangardowy zespół jazzowy Art Ensemble of Chicago.